# مكتب الولايات المتحدة لبراءات الاختراع والعلامات التجارية

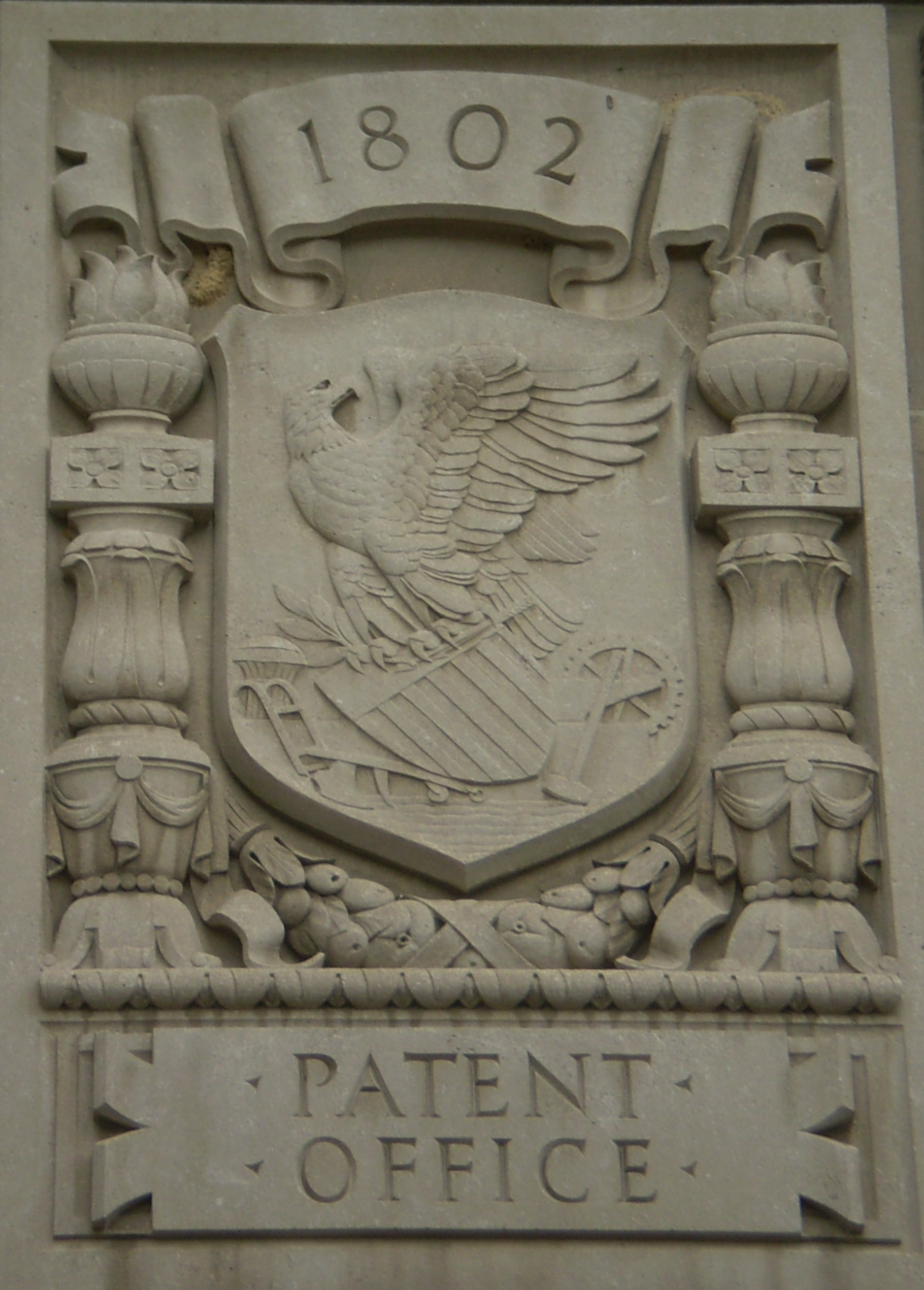
نقش بارز يمثل مكتب براءات الاختراع في هربرت ج. بناء هوفر (Herbert C. Hoover Building)

مكتب الولايات المتحدة لبراءات الإختراع والعلامات التجارية (بالإنجليزية: United States Patent and Trademark Office) هو وكالة في وزارة التجارة الأمريكية والتي تصدر براءات الاختراع للمخترعين والشركات لاختراعاتهم، وتسجل العلامات التجارية للمنتج وتحديد الملكية الفكرية. مكتب الولايات المتحدة الأمريكية فريد من نوعه من بين الوكالات الفيدرالية لأنه يعمل فقط على الرسوم المحصلة من قبل المستخدمين، وليس على أموال دافعي الضرائب.

## مهمتها
إعطاء وثائق براءات إختراع

## روابط خارجية
- الموقع الرسمي
- إس بي تي أو (USPTO) في السجل الفيدرالي (Federal Register)
- عمليات البحث (USPTO)
- Trademark Applications and Registrations Retrieval (TARR) البحث عن طريق العلامة التجارية رقم تسلسلي أو رقم تسجيل ( USPTO )
- مكتب التسجيل والانضباط (OED) (USPTO)
- براءات الاختراع والعلامات التجارية مكتبة الإيداع (USPTO)
- Stopfakes.gov Small Business Resources (USPTO)
- Patent Full-Text and Full-Page Image Databases نسخة محفوظة 19 أكتوبر 2012 على موقع واي باك مشين. (USPTO)
- مؤلفات United States Patent Office في مشروع غوتنبرغ
- أعمال أو نبذة عن مكتب الولايات المتحدة لبراءات الاختراع والعلامات التجارية على أرشيف الإنترنت